# Rue Strailhe
La rue Strailhe est une rue du quartier d'Outremeuse à Liège en Belgique (région wallonne). 

## Odonymie
La rue rend hommage à Goswin de Strailhe (s'orthographiant aussi Gosuin ou Gossuin de Streel), un des chefs avec Vincent de Bueren des Six cents Franchimontois qui combattirent Charles le Téméraire en 1468, provoquant la mise à sac de la ville de Liège.

## Description
Cette courte voie plate et rectiligne d'une longueur d'environ 75 m relie la place Delcour au quai de l'Ourthe, en rive gauche de la Dérivation. Elle compte une quinzaine d'habitations. La rue applique un sens unique de circulation automobile dans le sens Place Delcour-Quai de l'Ourthe.

## Histoire
Cette artère a été définitivement percée et mise en circulation en 1862. Elle se situe en Terre de Bêche, la partie sud d'Outremeuse.

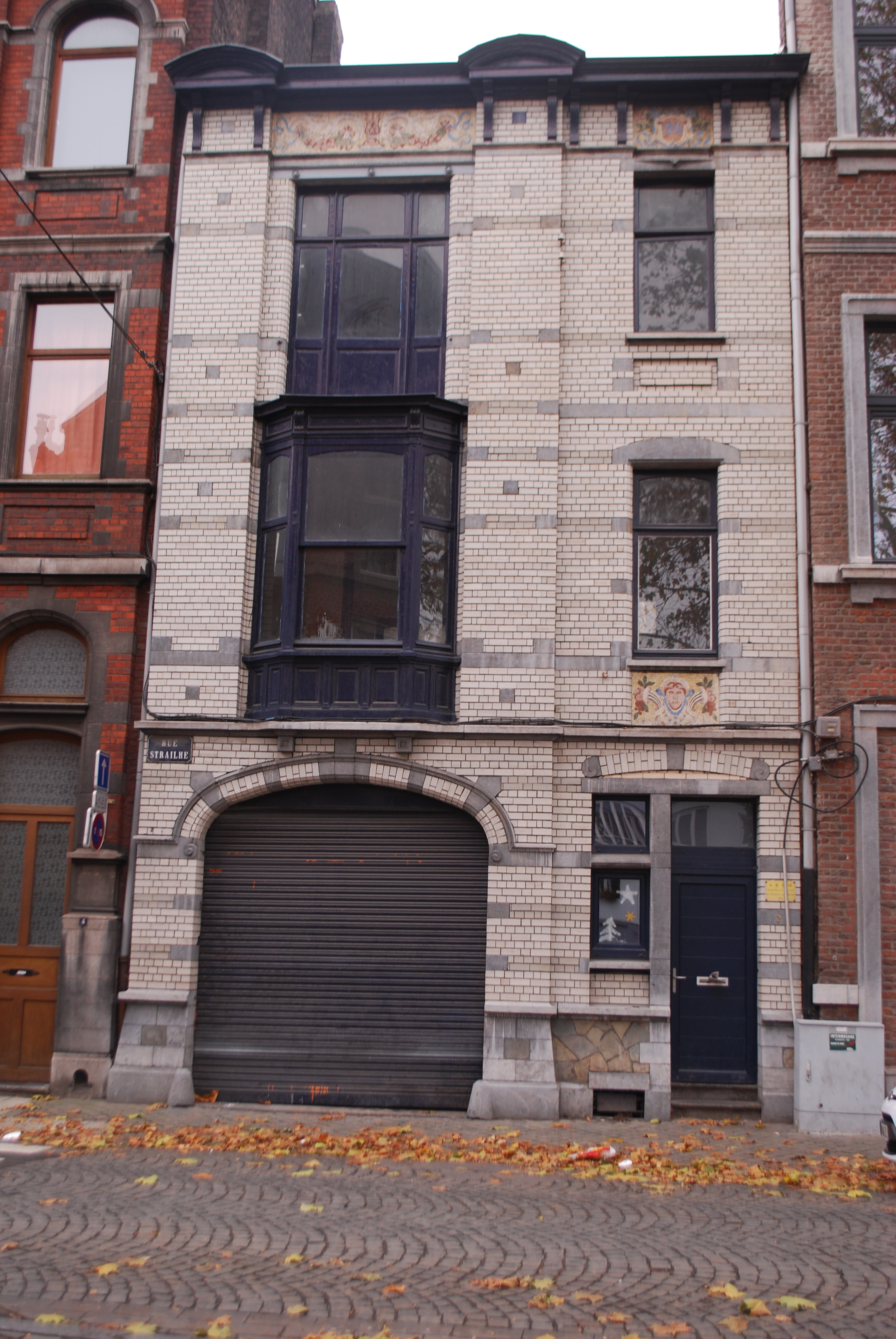
Rue Strailhe,2

## Architecture
La maison sise au no 2 possède trois panneaux de céramiques. La façade asymétrique de trois niveaux (deux étages) élevée en brique blanche vernissée interrompue par des bandeaux de pierre calcaire et de brique grise relève du style éclectique et date du premier quart du XXe siècle. La travée de gauche, plus large et en léger ressaut, possède une loggia au premier étage.

## Voiries adjacentes
- Place Delcour
- Quai de l'Ourthe

### Source et bibliographie
- Yannik Delairesse et Michel Elsdorf, Le nouveau livre des rues de Liège, Liège, Noir Dessin Production, 2008, 512 p. (ISBN 978-2-87351-143-2 et 2-87351-143-5, présentation en ligne), page 398